# Gigi D’Agostino/Diskografie
Diese Diskografie ist eine Übersicht über die musikalischen Werke des italienischen DJs Gigi D’Agostino. Den Schallplattenauszeichnungen zufolge hat er bisher mehr als 10,4 Millionen Tonträger verkauft, davon alleine in Deutschland über 2,9 Millionen. Seine erfolgreichste Veröffentlichung ist die Single In My Mind mit über sieben Millionen verkauften Einheiten. In Deutschland avancierte sie zum Millionenseller und zählt damit zu den meistverkauften Singles des Landes.

## Alben

### Studioalben
| Jahr | Titel               | Höchstplatzierung, Gesamtwochen, AuszeichnungChartplatzierungen (Jahr, Titel, Platzierungen, Wochen, Auszeichnungen, Anmerkungen) | Höchstplatzierung, Gesamtwochen, AuszeichnungChartplatzierungen (Jahr, Titel, Platzierungen, Wochen, Auszeichnungen, Anmerkungen) | Höchstplatzierung, Gesamtwochen, AuszeichnungChartplatzierungen (Jahr, Titel, Platzierungen, Wochen, Auszeichnungen, Anmerkungen) | Höchstplatzierung, Gesamtwochen, AuszeichnungChartplatzierungen (Jahr, Titel, Platzierungen, Wochen, Auszeichnungen, Anmerkungen) | Anmerkungen                             |
| Jahr | Titel               | DE | AT | CH | IT | Anmerkungen                             |
| ---- | ------------------- | --- | --- | --- | --- | --------------------------------------- |
| 1996 | Gigi D’Agostino     | — | — | — | IT11 (6 Wo.)IT | Erstveröffentlichung: 31. Mai 1996      |
| 1999 | L’amour toujours    | DE10 Platin · (54 Wo.)DE | AT1 ×3Dreifachplatin · (69 Wo.)AT                                                                                                 | CH53 (21 Wo.)CH | IT10 Gold · (16 Wo.)IT | Erstveröffentlichung: 21. August 1999   |
| 2004 | L’amour toujours II | DE65 (4 Wo.)DE | AT6 (10 Wo.)AT | — | IT52 (2 Wo.)IT | Erstveröffentlichung: 13. Dezember 2004 |

### Kompilationen
| Jahr | Titel                           | Höchstplatzierung, Gesamtwochen, AuszeichnungChartplatzierungen (Jahr, Titel, Platzierungen, Wochen, Auszeichnungen, Anmerkungen) | Höchstplatzierung, Gesamtwochen, AuszeichnungChartplatzierungen (Jahr, Titel, Platzierungen, Wochen, Auszeichnungen, Anmerkungen) | Höchstplatzierung, Gesamtwochen, AuszeichnungChartplatzierungen (Jahr, Titel, Platzierungen, Wochen, Auszeichnungen, Anmerkungen) | Höchstplatzierung, Gesamtwochen, AuszeichnungChartplatzierungen (Jahr, Titel, Platzierungen, Wochen, Auszeichnungen, Anmerkungen) | Anmerkungen                                                                        |
| Jahr | Titel                           | DE | AT | CH | IT | Anmerkungen                                                                        |
| ---- | ------------------------------- | --- | --- | --- | --- | ---------------------------------------------------------------------------------- |
| 2001 | Il grande viaggio Vol. 1        | — | — | — | IT37 (1 Wo.)IT | Erstveröffentlichung: 17. Dezember 2001                                            |
| 2006 | Some Experiments                | — | AT45 (6 Wo.)AT | — | IT19 (12 Wo.)IT | Erstveröffentlichung: 17. März 2006                                                |
| 2007 | Lento Violento … e altre storie | — | AT56 (4 Wo.)AT | — | IT3 (13 Wo.)IT | Erstveröffentlichung: 27. April 2007                                               |
| 2008 | Suono libero                    | — | AT32 (7 Wo.)AT | — | IT10 (11 Wo.)IT | Erstveröffentlichung: 24. Juli 2008                                                |
| 2009 | The Essential Gigi D’Agostino   | — | AT71 (1 Wo.)AT | — | — | Erstveröffentlichung: 27. November 2009 erschien nur in Deutschland und Österreich |
| 2010 | Ieri e oggi Mix Vol. 1          | — | — | — | IT9 (11 Wo.)IT | Erstveröffentlichung: 1. Juni 2010                                                 |
| 2010 | Ieri e oggi Mix Vol. 2          | — | — | — | IT49 (5 Wo.)IT | Erstveröffentlichung: 1. Dezember 2010                                             |

Weitere Kompilationen
| - 1994: A Journey into Space - 1996: Le Voyage ’96 - 1996: Le Voyage Estate - 1996: Progressiva - 1996: The Greatest Hits - 1997: Progressive Hyperspace - 1997: Hard Beat, Volume 1: Journey into Darker Dreams - 2000: Euro Dance - 2001: Gigi – The Best - 2003: Live at Altromondo - 2003: Il programmino di Gigi D’Agostino - 2004: At Altromondo Part II - 2004: Laboratorio 1 - 2004: Compilation: Benessere 1 - 2005: Altromondo Studios Compilation Estate 2005 - 2005: Compilation - 2005: Laboratorio 2 - 2005: Laboratorio 3 | - 2005: Disco Tanz - 2007: La musica che pesta (als Lento Violento Man) - 2007: The Greatest Hits (Neuauflage des 1996er-Release) - 2018: Fastolento - 2018: Treno Lento - 2019: Lentonauta - 2019: Scialescion - 2019: Gigi D'Agostino Collection, Volume 1 - 2019: Gigi D'Agostino Collection, Volume 2 - 2020: Lentonauta Film - 2020: Mantra Dag - 2020: Slowerland - 2020: Smoderanza - 2021: Lentonauta 2 – Mondo Dag Experience - 2022: Tecno Tonica - 2023: Lento Violento Dance – Slowerland 3 - 2023: Smoderanza 2 |

### EPs
| Jahr | Titel                             | Höchstplatzierung, Gesamtwochen, AuszeichnungChartplatzierungen (Jahr, Titel, Platzierungen, Wochen, Auszeichnungen, Anmerkungen) | Höchstplatzierung, Gesamtwochen, AuszeichnungChartplatzierungen (Jahr, Titel, Platzierungen, Wochen, Auszeichnungen, Anmerkungen) | Höchstplatzierung, Gesamtwochen, AuszeichnungChartplatzierungen (Jahr, Titel, Platzierungen, Wochen, Auszeichnungen, Anmerkungen) | Höchstplatzierung, Gesamtwochen, AuszeichnungChartplatzierungen (Jahr, Titel, Platzierungen, Wochen, Auszeichnungen, Anmerkungen) | Anmerkungen                                                                      |
| Jahr | Titel                             | DE | AT | CH | IT | Anmerkungen                                                                      |
| ---- | --------------------------------- | --- | --- | --- | --- | -------------------------------------------------------------------------------- |
| 1999 | Tanzen E.P.                       | — | — | — | IT27 (1 Wo.)IT | Erstveröffentlichung: 1999 in Italien in den Singlecharts platziert              |
| 2000 | Tecno Fes                         | DE69 (3 Wo.)DE | AT7 (12 Wo.)AT | — | IT27 (2 Wo.)IT | Erstveröffentlichung: 20. November 2000 in Italien in den Singlecharts platziert |
| 2001 | Tecno Fes Vol. 2                  | DE95 (2 Wo.)DE | AT1 Gold · (20 Wo.)AT | — | IT14 (20 Wo.)IT | Erstveröffentlichung: 26. Februar 2001                                           |
| 2003 | Underconstruction 1: Silence E.P. | — | AT22 (18 Wo.)AT | — | — | Erstveröffentlichung: 15. Dezember 2003                                          |
| 2004 | Underconstruction 2: Silence      | — | AT39 (7 Wo.)AT | — | — | Erstveröffentlichung: 30. Mai 2004                                               |

Weitere EPs
- 1997: Gin Lemon
- 2004: Underconstruction 3: Remix
- 2019: Dark
- 2019: Gigi’s Time
- 2020: Hollywood - New Mixes
- 2021: Slowerland 2
- 2022: Vibration
- 2022: Circo Uonz – B side
- 2022: Circo Uonz 2 – B side
- 2022: Tanzen Lab – Double Fantasy
- 2022: Dance Lullaby
- 2023: Tanzen Lab 2 (Reinterpretation 2014 – 2023)
- 2024: Sound of Love
- 2024: Total Eclipse

## Singles
| Jahr | Titel Album                                     | Höchstplatzierung, Gesamtwochen, AuszeichnungChartplatzierungen (Jahr, Titel, Album, Platzierungen, Wochen, Auszeichnungen, Anmerkungen) | Höchstplatzierung, Gesamtwochen, AuszeichnungChartplatzierungen (Jahr, Titel, Album, Platzierungen, Wochen, Auszeichnungen, Anmerkungen) | Höchstplatzierung, Gesamtwochen, AuszeichnungChartplatzierungen (Jahr, Titel, Album, Platzierungen, Wochen, Auszeichnungen, Anmerkungen) | Höchstplatzierung, Gesamtwochen, AuszeichnungChartplatzierungen (Jahr, Titel, Album, Platzierungen, Wochen, Auszeichnungen, Anmerkungen) | Höchstplatzierung, Gesamtwochen, AuszeichnungChartplatzierungen (Jahr, Titel, Album, Platzierungen, Wochen, Auszeichnungen, Anmerkungen) | Höchstplatzierung, Gesamtwochen, AuszeichnungChartplatzierungen (Jahr, Titel, Album, Platzierungen, Wochen, Auszeichnungen, Anmerkungen) | Anmerkungen |
| Jahr | Titel Album                                     | DE | AT | CH | UK | US | IT | Anmerkungen |
| ---- | ----------------------------------------------- | --- | --- | --- | --- | --- | --- | --- |
| 1996 | Fly –                                           | — | — | — | — | — | IT17 (3 Wo.)IT | als D’Agostino Planet Erstveröffentlichung: 1995 |
| 1996 | Gigi’s Violin / Elektro Message Gigi D’Agostino | — | — | — | — | — | IT2 (7 Wo.)IT | Erstveröffentlichung: 25. Mai 1996 |
| 1996 | New Year’s Day Gigi D’Agostino                  | — | — | — | — | — | IT6 (4 Wo.)IT | Erstveröffentlichung: 10. September 1996 |
| 1996 | Angel’s Symphony Gigi D’Agostino                | — | — | — | — | — | IT9 (9 Wo.)IT | Erstveröffentlichung: 3. Juni 1996 mit R.A.F. Picotto |
| 1999 | Bla Bla Bla L’amour toujours                    | DE4 Gold · (24 Wo.)DE | AT3 Platin · (34 Wo.)AT | CH16 (15 Wo.)CH | UK87 (1 Wo.)UK | — | IT6 Platin (2021) · (2 Wo.)IT | Erstveröffentlichung: 17. Mai 1999 in UK erst 2002 platziert                                                                                             |
| 1999 | The Riddle L’amour toujours                     | DE4 Gold · (18 Wo.)DE | AT14 Gold · (29 Wo.)AT | CH8 (19 Wo.)CH | — | — | IT— Gold (2024)IT | Erstveröffentlichung: 17. Mai 1999 Die offiziellen italienischen Singlecharts umfassten damals nur 20 Positionen; bei M&D erreichte die Single Platz 28. |
| 1999 | Another Way L’amour toujours                    | DE16 (16 Wo.)DE | AT13 (23 Wo.)AT | CH61 (11 Wo.)CH | — | — | — | Erstveröffentlichung: 31. Juli 1999 |
| 2000 | La passion L’amour toujours                     | DE2 Gold · (21 Wo.)DE | AT1 Platin · (28 Wo.)AT | CH13 (32 Wo.)CH | — | — | — | Erstveröffentlichung: 8. Oktober 2000 |
| 2001 | Super (1, 2, 3) –                               | DE24 (13 Wo.)DE | AT1 Platin · (21 Wo.)AT | CH55 (12 Wo.)CH | — | — | IT2 (19 Wo.)IT | Erstveröffentlichung: 5. Februar 2001 feat. Albertino |
| 2001 | L’amour toujours                                | DE3 Gold · (27 Wo.)DE | AT3 Gold · (32 Wo.)AT | CH25 (25 Wo.)CH | UK— GoldUK | US78 (13 Wo.)US | IT6 ×2Doppelplatin · (10 Wo.)IT | Erstveröffentlichung: 8. Oktober 2001 |
| 2004 | Silence L’amour toujours II                     | DE20 (9 Wo.)DE | AT10 (18 Wo.)AT | — | — | — | IT23 (8 Wo.)IT | Erstveröffentlichung: 26. Januar 2004 |
| 2004 | Gigi’s Goodnight L’amour toujours II            | DE81 (5 Wo.)DE | AT17 (15 Wo.)AT | — | — | — | IT21 (5 Wo.)IT | Erstveröffentlichung: 3. Mai 2004 feat. Pandolfi |
| 2004 | Summer of Energy L’amour toujours II            | DE77 (9 Wo.)DE | AT26 (10 Wo.)AT | — | — | — | IT17 (4 Wo.)IT | Erstveröffentlichung: 25. September 2004 feat. Datura |
| 2004 | Con il nastro rosa –                            | DE68 (1 Wo.)DE | — | — | — | — | IT20 (3 Wo.)IT | Erstveröffentlichung: 23. März 2004 als Gigi & Molly |
| 2004 | Soleado –                                       | DE52 (3 Wo.)DE | — | — | — | — | IT24 (2 Wo.)IT | Erstveröffentlichung: 19. Juli 2004 als Gigi & Molly |
| 2005 | Wellfare L’amour toujours II                    | DE41 (9 Wo.)DE | AT28 (13 Wo.)AT | — | — | — | IT14 (8 Wo.)IT | Erstveröffentlichung: 29. März 2005 |
| 2005 | I Wonder Why L’amour toujours II                | DE85 (7 Wo.)DE | AT20 (11 Wo.)AT | — | — | — | IT14 (4 Wo.)IT | Erstveröffentlichung: 23. Dezember 2005 |
| 2018 | In My Mind –                                    | DE1 ×7Siebenfachgold · (71 Wo.)DE | AT1 ×2Doppelplatin · (66 Wo.)AT | CH1 ×2Doppelplatin · (74 Wo.)CH | UK5 ×2Doppelplatin · (27 Wo.)UK | US— ×2DoppelplatinUS | IT11 ×2Doppelplatin · (36 Wo.)IT | Erstveröffentlichung: 8. Juni 2018 mit Dynoro |
| 2020 | Hollywood –                                     | DE10 Gold · (26 Wo.)DE | AT2 ×3Dreifachplatin · (45 Wo.)AT | — | — | — | IT32 Platin · (18 Wo.)IT | Erstveröffentlichung: 29. Mai 2020 mit LA Vision |

Weitere Singles
- 1993: Hypnotribe (als Voyager)
- 1993: Baseball Furies (als Voyager)
- 1994: City of Night (als Voyager)
- 1994: Noise Maker Theme / Catodic Tube (mit Daniel Gas)
- 1994: Experiments Vol. 1 (mit Daniel Gas)
- 1994: Creative Nature Vol. 1 Remix (mit Daniel Gas)
- 1994: The Mind’s Journey (mit Noise Maker)
- 1996: Sweetly
- 1997: Music (An Echo Deep Inside)
- 1997: Gin Lemon
- 1998: Your Love Elisir
- 1998: Cuba Libre (als GG D’AG)
- 2000: Noise Maker Theme 2000
- 2002: Put On Your Red Shoes (Remix)
- 2003: Bla Bla Bla 2003
- 2005: La batteria della mente (als Dottor Dag)
- 2009: I Can’t Help Myself (Re-Con Remix) / I’ll Fly with You (Re-Con Remix)
- 2010: Bla Bla Bla 2k10 (feat. Bootmasters)
- 2011: Stay with Me
- 2012: L’amour toujours 2012 (feat. Robbie Miraux)
- 2021: Never Be Lonely (mit Vize und Emotik)
- 2021: In & Out (mit LA Vision)
- 2021: Beautiful (mit Luca Noise)
- 2021: The Love Do Do (mit Luca Noise)
- 2021: One More Dance (mit Marnik & Luca Noise)
- 2024: Shadows of the Night (mit Boostedkids)
- 2024: Only You (mit Savage)
- 2025: My new life

## Statistik

### Chartauswertung
|                     | DE    | AT     | CH    | IT     |
| ------------------- | ----- | ------ | ----- | ------ |
| Nummer-eins-Alben   | DE—DE | AT1AT  | CH—CH | IT—IT  |
| Top-10-Alben        | DE1DE | AT4AT  | CH—CH | IT4IT  |
| Alben in den Charts | DE4DE | AT10AT | CH1CH | IT12IT |

|                       | DE     | AT     | CH    | UK    | US    | IT     |
| --------------------- | ------ | ------ | ----- | ----- | ----- | ------ |
| Nummer-eins-Singles   | DE1DE  | AT3AT  | CH1CH | UK—UK | US—US | IT—IT  |
| Top-10-Singles        | DE6DE  | AT7AT  | CH2CH | UK1UK | US—US | IT6IT  |
| Singles in den Charts | DE15DE | AT13AT | CH7CH | UK2UK | US1US | IT15IT |

### Auszeichnungen für Musikverkäufe
| Silberne Schallplatte - Frankreich - 2000: für die Single Bla Bla Bla - 2000: für die Single The Riddle Goldene Schallplatte - Belgien - 2001: für die Single La Passion - 2002: für die Single L’amour toujours - Dänemark - 2019: für die Autorenbeteiligung L’amour toujours (Dzeko & Torres) - Niederlande - 2002: für das Album L’amour toujours - Polen - 2003: für das Album L’amour toujours - 2024: für die Single Shadows of the Night - Schweden - 2016: für die Autorenbeteiligung L’amour toujours (Dzeko & Torres) - Spanien - 2024: für die Single L’amour toujours | Platin-Schallplatte - Dänemark - 2022: für die Single L’amour toujours - Mexiko - 2021: für die Single In My Mind - Niederlande - 2002: für die Single L’amour toujours - 2018: für die Single In My Mind - Portugal - 2019: für die Single In My Mind 2× Platin-Schallplatte - Australien - 2019: für die Single In My Mind - Belgien - 2019: für die Single In My Mind - Spanien - 2024: für die Single In My Mind 3× Platin-Schallplatte - Dänemark - 2025: für die Single In My Mind - Neuseeland - 2023: für die Single In My Mind | 4× Platin-Schallplatte - Polen - 2021: für die Single Hollywood - Schweden - 2018: für die Single In My Mind 5× Platin-Schallplatte - Kanada - 2024: für die Single In My Mind Diamantene Schallplatte - Frankreich - 2019: für die Single In My Mind - Mexiko - 2021: für die Single In My Mind - Polen - 2019: für die Single In My Mind |

Anmerkung: Auszeichnungen in Ländern aus den Charttabellen bzw. Chartboxen sind in ebendiesen zu finden.
| Land/RegionAuszeichnungen für Musikverkäufe (Land/Region, Auszeichnungen, Verkäufe, Quellen) | Silber     | Gold       | Platin       | Diamant     | Verkäufe  | Quellen                 |
| -------------------------------------------------------------------------------------------- | ---------- | ---------- | ------------ | ----------- | --------- | ----------------------- |
| Australien (ARIA)                                                                            | —          | —          | 2× Platin2   | —           | 140.000   | aria.com.au             |
| Belgien (BRMA)                                                                               | —          | 2× Gold2   | 2× Platin2   | —           | 130.000   | ultratop.be             |
| Dänemark (IFPI)                                                                              | —          | Gold1      | 4× Platin4   | —           | 405.000   | ifpi.dk                 |
| Deutschland (BVMI)                                                                           | —          | 6× Gold6   | 4× Platin4   | —           | 2.900.000 | musikindustrie.de       |
| Frankreich (SNEP)                                                                            | 2× Silber2 | —          | —            | Diamant1    | 583.333   | snepmusique.com         |
| Italien (FIMI)                                                                               | —          | 2× Gold2   | 6× Platin6   | —           | 415.000   | fimi.it                 |
| Kanada (MC)                                                                                  | —          | —          | 5× Platin5   | —           | 400.000   | musiccanada.com         |
| Mexiko (AMPROFON)                                                                            | —          | —          | Platin1      | Diamant1    | 360.000   | amprofon.com.mx         |
| Neuseeland (RMNZ)                                                                            | —          | —          | 3× Platin3   | —           | 90.000    | radioscope.co.nz        |
| Niederlande (NVPI)                                                                           | —          | Gold1      | 2× Platin2   | —           | 140.000   | nvpi.nl                 |
| Österreich (IFPI)                                                                            | —          | 3× Gold3   | 11× Platin11 | —           | 505.000   | ifpi.at                 |
| Polen (ZPAV)                                                                                 | —          | 2× Gold2   | 4× Platin4   | Diamant1    | 360.000   | olis.pl                 |
| Portugal (AFP)                                                                               | —          | —          | Platin1      | —           | 10.000    | Einzelnachweise         |
| Schweden (IFPI)                                                                              | —          | Gold1      | 4× Platin4   | —           | 180.000   | sverigetopplistan.se    |
| Schweiz (IFPI)                                                                               | —          | —          | 2× Platin2   | —           | 40.000    | hitparade.ch            |
| Spanien (Promusicae)                                                                         | —          | Gold1      | 2× Platin2   | —           | 150.000   | elportaldemusica.es ES2 |
| Vereinigte Staaten (RIAA)                                                                    | —          | —          | 2× Platin2   | —           | 2.000.000 | riaa.com                |
| Vereinigtes Königreich (BPI)                                                                 | —          | Gold1      | 2× Platin2   | —           | 1.600.000 | bpi.co.uk               |
| Insgesamt                                                                                    | 2× Silber2 | 20× Gold20 | 57× Platin57 | 3× Diamant3 |           |                         |